# Tjörneshreppur

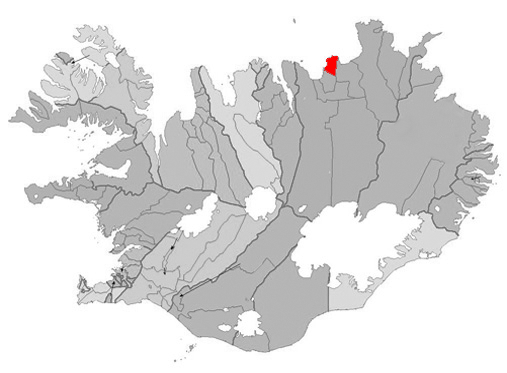

Tjörnes

Tjörneshreppur är en kommun i regionen Norðurland eystra på Island. Folkmängden är 61 personer (2022).